# Erin Richards
Erin Richards (Penarth, Gales, 17 de mayo de 1986) es una actriz británica, conocida por su papel de la detective Nancy Reid en la serie de televisión Being Human.
Richards nació en Penarth, Gales. Se formó en el Royal Welsh College of Music and Drama. Presentó el adolescente idioma revista espectáculo galés Mosgito para S4C y apareció en películas cortas antes de tener un papel importante en los programas de televisión BBC Crash y Being Human.
En 2012, fue elegida en la comedia de FOX Breaking In como asistente ejecutiva con un acento inglés exagerado. Ella coprotagonizó el papel de Sharon en la película de terror Open Grave de Gonzalo López-Gallego, junto a Sharlto Copley.
Richards interpretó durante 5 temporadas a Barbara Kean en la serie de Fox Gotham.

## Filmografía
- Expiry Date (2005) es Luce
- Abraham's Point (2008) es Milly
- 17 (2009) es Gemma
- Balance (2010) es Becki
- Open Grave (2013) es Sharon
- The Quiet Ones (2014) es Kristina Dalton

## Radio
- Torchwood (2009) es Freda

## Televisión
- Crash (2010) como Cheryl
- Being Human (2011) como la detective de policía Nancy Reid
- Breaking In (2012) como Molly Hughes
- Merlín (2012) como Eira
- Crossing Lines (2013) como Nicole Ryan in Season 1, Episode 3
- Misfits (2013) como Sarah en el Episodio 7 de la Temporada 5
- Gotham (2014-2019)  como Barbara Kean